# Яуши
Я́уши (Яушево, 1917, чув. Явӑш) — деревня в Большекатрасьском сельском поселении Чебоксарского района Чувашской Республики. Находится в верховьях реки Чебоксарка.
Расстояние до райцентра (Кугеси) — 17 км, до Чебоксар — 16 км, до ж.-д. станции 4 км.
В деревне проживают чуваши и русские. Имеются магазин, школа, сельский клуб, фельдшерский пункт.

## История
Историческое название: Яушева, происходит от чувашского языческого имени «Яваш».
Чувашское население до 1724 года относилось к ясачным людям, до 1866 года — к государственным крестьянам. Исторически, основные занятия в деревне — земледелие, животноводство, домашние ремесла, бурлачество, садоводство, кулеткачество, лесоразработка, заготовка дров и поставка кругляка Сюктерскому лесопильному заводу. В 1886 году начала работать церковно-приходская школа; с 1930-х годов действовали лавка, библиотека.
В 1930 год вместе с деревней Малые Катраси (в настоящее время в составе Яуши) образован колхоз «Красный Яуш», первые председатели колхоза — Алексей Донцов, Михаил Денисов (1910-43), Константин Егоркин. В 1950 году деревня вошла в колхоз «Мичуринец», в 1960 году — «За мир» с центром в деревне Большие Катраси, в 1965 г. была включена в Чебоксарский плодово-ягодный совхоз.
С XVIII века до 1920 года деревня пребывала в составе Янгильдинской волости Козьмодемьянского уезда и Сургутской волости Чебоксарского уезда. с 26.07.1920 года относилась к Чебоксарскому уезду, затем — к Чебоксарскому району, между 01.03.1935 и 14.07.1959 — к Ишлейскому району, и с тех пор до настоящего времени — к Чебоксарскому. Входила в Яушский сельсовет с 01.10.1927 года, Больше-Катрасьский с 29.07.1954 г., сельское поселение Большекатрасьское с 01.01.2006 года.

## Население
Число дворов и жителей: в 1719 году — 83 муж.; в 1747 году — 43 муж.; в 1763 году — 43 муж.; в 1795 году — 14 дворов, 47 муж., 52 жен.; в 1859 году — 27 дворов, 65 муж., 83 жен.; в 1897 году — 118 муж., 99 жен..; в 1926 году — 70 дворов, 169 муж., 191 жен.; в 1939 году — 175 муж., 188 жен.; в 1979 году — 332 муж., 422 жен.; в 1989 году — 285 муж., 350 жен.; в 2002 году — 318 муж., 352 жен.